# Enduroman
L'Enduroman est une épreuve sportive qui se déroule en solitaire et sous la forme d'un triathlon extrême. Il commence à Marble Arch dans la ville de  Londres et se finit à l'arc de Triomphe à Paris. Elle est surnommée l'« Arch to Arc ». Elle enchaine sur plusieurs jours, une épreuve de course de fond, une de natation en eau libre, pour finir par une étape de cyclisme sur route.

## Historique
Après deux échecs en 2000, le Britannique Edgar Ette parvient en 2001 à rejoindre Paris en enchaînant les trois épreuves traditionnelles du triathlon. Il y parvient en 81 heures et 5 minutes.
De la réussite de ce défi personnel, il crée une épreuve sportive, l'Enduroman dont il devient le directeur de course.
Les dates des tentatives sont traditionnellement fixées entre juin et octobre. Pour favoriser la réussite de la traversée de la Manche, les athlètes prennent en compte la température de l'eau et les coefficients de marées et fixent avec l’organisation la date de leur départ. La traversée de la Manche à la nage depuis la France étant interdite, seuls les Anglais peuvent organiser un tel événement.
Fin 2018, 34 triathlètes sont parvenus à boucler cette épreuve. Ils sont désignés de #1 (Edgar Ette) à #35 (Laura Marshall). Le numéro #26 est attribué honorifiquement en mémoire de Douglas Waymark qui n'est jamais arrivé à Paris. Lors de sa tentative, il meurt des suites d'un malaise au cours de sa traversée de la Manche, récupéré par les garde-côtes et évacué vers le William Harvey Hospital, il ne peut être réanimé,. Le 28 aout 2016, Nick Thomas, qui avait déjà réussi l'épreuve en 2014, meurt dans une nouvelle tentative.
En plus des tentatives individuelles, il existe plusieurs variantes en équipe ou en relais. En 2012, un athlète, Tim Ellis (K1), a réussi une variante où la natation a été remplacée par du kayak.
En 2016, un record est établi par le Français Cyril Blanchard qui a terminé l'Enduroman en 59 h 56, passant ainsi sous la barre symbolique des 60 heures. En 2018, un autre Français Dany Perray manque de peu le battre le record. Alors qu'il arrive aux abords de la capitale avec une avance confortable, il perd près d'une heure dans un embouteillage causé par des travaux et termine à quelques minutes du record.
En août 2019, le record est amélioré une première fois par le Belge Julien Deneyer qui le porte à 52 h 30, puis, quelques jours plus tard, par l'Indien Mayank Vaid en 50 h 24.
Depuis août 2018, le record féminin est détenu par la Française Perrine Fages en 67 h 21. Le précédent record est établi par une autre Française, la blogueuse Marine Leleu, première Française à avoir bouclé l'épreuve en ayant terminé en 69 h 52,. Cette même année, le Franco Cubain Nino Fraguela devient à 56 ans le finisher le plus âgé de la compétition en 92 h 40.
En 2020, le Français Lionel Jourdan devient le 46e ultra triathlète à réussir l'épreuve en solo depuis sa création, il établit à cette occasion un nouveau record inférieur à 50 heures, en 49 h 24.
En 2023, le Belge Julien Deneyer devient le premier athlète à terminer l'enduroman à deux reprises. Il améliore le record de l'épreuve d'une minute.
Par ailleurs, l'épreuve peut également se courir sous la forme d'un relais. Le record en équipe est détenu par l'équipe Urban Fitness GB en 35 h 53, établi en 2010.

## Parcours
Cette compétition commence par une course à pied de 140 km au départ de Marble Arch de Londres jusqu'à Douvres sur la côte du Kent, puis s'ensuit une traversée de la Manche à la nage (distance la plus courte 33,8 km / 21 miles) jusqu'aux côtes françaises et se termine par une course à vélo de 289,7 km de Calais jusqu'à l'arc de triomphe de l'Étoile à Paris. Le compte-à-rebours débute à Marble Arch et s'arrête à l'Arc de Triomphe.

## Palmarès
Les tableaux présentent les résultats les plus significatifs (trois meilleurs temps de l'année) de l'épreuve en solo.
| Année |                         | Temps    |                    | Temps    |                   | Temps    |
| ----- | ----------------------- | -------- | ------------------ | -------- | ----------------- | -------- |
| 2001  | Edgar Ette              | 81 h 5   |                    |          |                   |          |
| 2003  | Andy Mouncey            | 115 h 28 |                    |          |                   |          |
| 2007  | Julian Crabtree         | 87 h 37  | Steve Hayward      | 103 h 48 |                   |          |
| 2008  | Tom Beaver              | 85 h 56  |                    |          |                   |          |
| 2009  | Dave Farrell            | 134 h 51 |                    |          |                   |          |
| 2010  | Jonnie Goss             | 106 h 41 |                    |          |                   |          |
| 2012  | Mark Bayliss            | 73 h 39  |                    |          |                   |          |
| 2013  | Sam Langmead            | 80 h 42  |                    |          |                   |          |
| 2014  | John Van Wisse          | 61 h 27  | Nick Thomas        | 80 h 50  | Paul Parrish      | 84 h 44  |
| 2015  | Freddie Iron            | 77 h 17  | Andrei Roşu        | 85 h 30  | Grantley Bridge   | 88 h 7   |
| 2016  | Cyril Blanchard         | 59 h 56  |                    |          |                   |          |
| 2018  | Dany Perray             | 60 h 18  | Ludovic Chorgnon   | 60 h 39  | Jozsef Rokob      | 67 h 19  |
| 2019  | Mayank Vaid             | 50 h 24  | Julien Deneyer (1) | 52 h 30  | Brice Bonneviale  | 75 h 45  |
| 2020  | Lionel Jourdan          | 49 h 24  |                    |          |                   |          |
| 2022  | Jean-Charles Harbonnier | 55 h 50  | Thomas Ostré       | 65 h 14  | Arnaud de Meester | 71 h 55  |
| 2023  | Julien Deneyer (2)      | 49 h 23  | Gaëtan Villeret    | 69 h 54  | Ollie Strachan    | 86 h 17  |
| 2024  | Paul Robinson           | 67 h 3   | Chingiz Alkanov    | 98 h 44  | Ichem Zaher       | 101 h 14 |

| Année |                        | Temps   |                    | Temps    |                | Temps   |
| ----- | ---------------------- | ------- | ------------------ | -------- | -------------- | ------- |
| 2011  | Rachael Cadman         | 97 h 37 | Michele Santilhano | 120 h 16 |                |         |
| 2012  | Michelle Rothwell      | 92 h 0  |                    |          |                |         |
| 2013  | Rachel Hessom          | 167 h 7 |                    |          |                |         |
| 2014  | Joanne Rodda           | 78 h 39 |                    |          |                |         |
| 2017  | Rachel Hill            | 88 h 30 |                    |          |                |         |
| 2018  | Perrine Fages          | 67 h 21 | Marine Leleu       | 69 h 52  | Laura Marshall | 81 h 28 |
| 2019  | Jacomina Eijkelboom    | 66 h 56 | Kate Mason         | 98 h 19  |                |         |
| 2023  | Annabelle Pagano-Paoli | 69 h 43 |                    |          |                |         |
| 2024  | Géraldine Le Merrer    | 76 h 6  |                    |          |                |         |